# Propen
Propen (propylen) je za normálních podmínek (pokojová teplota, normální tlak) bezbarvý plyn bez zápachu (někdy může zapáchat po česneku). Je extrémně hořlavý.

## Výroba
Propylen se vyrábí pyrolýzou vhodných uhlovodíkových surovin (zejména zemního plynu, nebo také ropy, černouhelného dehtu atd)

## Použití
Používá se jako základní surovina pro výrobu polypropylenu, acetonů a kumenu.